# ديفيد فيري (سياسي)
ديفيد فيري هو سياسي زامبي، ولد في 22 مايو 1937 في كويكوى في زيمبابوي، وتوفي في 16 يناير 2012 في لوساكا في زامبيا. انتخب عضو الجمعية الوطنية في زامبيا ‏.